# Illa d'Irlanda
L'illa d'Irlanda (en irlandès: Éire, en escocès: Airlann) és una illa al nord-oest d'Europa a l'Atlàntic Nord que forma, juntament amb la Gran Bretanya, Man i d'altres illes, l'arxipèlag de les illes Britàniques. L'illa compren una plana central envoltada per un anell de muntanyes costaneres. El pic més alt és Carrauntoohil a 1.041 metres del nivell del mar. La costa oest és accidentada, amb força illes, penínsules, caps i badies. L'illa està travessada pel riu Shannon, el riu més llarg d'Irlanda amb 386 km de llarg i flueix cap al sud des de Comtat de Cavan a Ulster cap a l'Atlàntic al sud de Limerick.
Políticament, l'illa està dividida entre la República d'Irlanda, amb jurisdicció sobre unes cinc sisenes parts de l'illa, i el territori d'Irlanda del Nord, integrat en el Regne Unit de la Gran Bretanya i Irlanda del Nord, amb jurisdicció en el sisè restant. Situada a l'oest de l'illa de la Gran Bretanya, es troba aproximadament 53° N, 8° O / 53°N,8°O. Té una superfície total de 84.421 km². Està separada de la Gran Bretanya pel Mar d'Irlanda i del continent europeu pel Mar Cèltic.

## Etimologia
Els noms Irlanda i Éire deriven de l'irlandès antic Ériu, una deessa de la mitologia irlandesa registrada per primera vegada al segle IX. L'etimologia d'Ériu és discutida però pot derivar de l'arrel protoindoeuropea * h2uer, referint-se a l'aigua corrent.

## Geografia

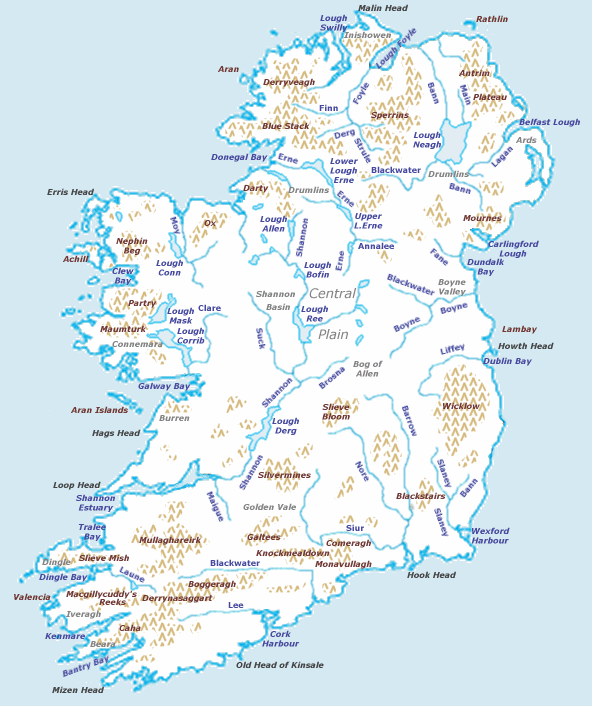
Característiques físiques d'Irlanda

Irlanda es troba al nord-oest d'Europa, entre les latituds 51° i 56° N, i les longituds 11° i 5° O. Està separat de Gran Bretanya pel mar d'Irlanda i el Canal del Nord, que té una amplada de 23 km al seu punt més estret. A l'oest es troba l'oceà Atlàntic septentrional i al sud hi ha el mar Cèltic, que es troba entre Irlanda i la Bretanya, a França. Irlanda té una superfície total de 84.421 km², dels quals la República d'Irlanda ocupa el 83%. Irlanda i Gran Bretanya, juntament amb moltes illes més petites properes, es coneixen col·lectivament com a Illes Britàniques. Com que el terme illes britàniques pot ser controvertit en relació amb Irlanda, de vegades s'utilitza el terme alternatiu Gran Bretanya i Irlanda com a terme neutre per a les illes.
Un anell de muntanyes costaneres envolta les planes baixes al centre de l'illa. El més alt d'aquests és Carrantuohill al comtat de Kerry, que té 1039 m sobre el nivell del mar. La terra més cultivable es troba a la província de Leinster. Les zones occidentals són principalment muntanyoses i rocoses amb vistes panoràmiques verdes. El riu Shannon, el més llarg de l'illa amb 360 km de llarg, neix al comtat de Cavan al nord-oest i flueix per Limerick al mig oest.

### Geologia

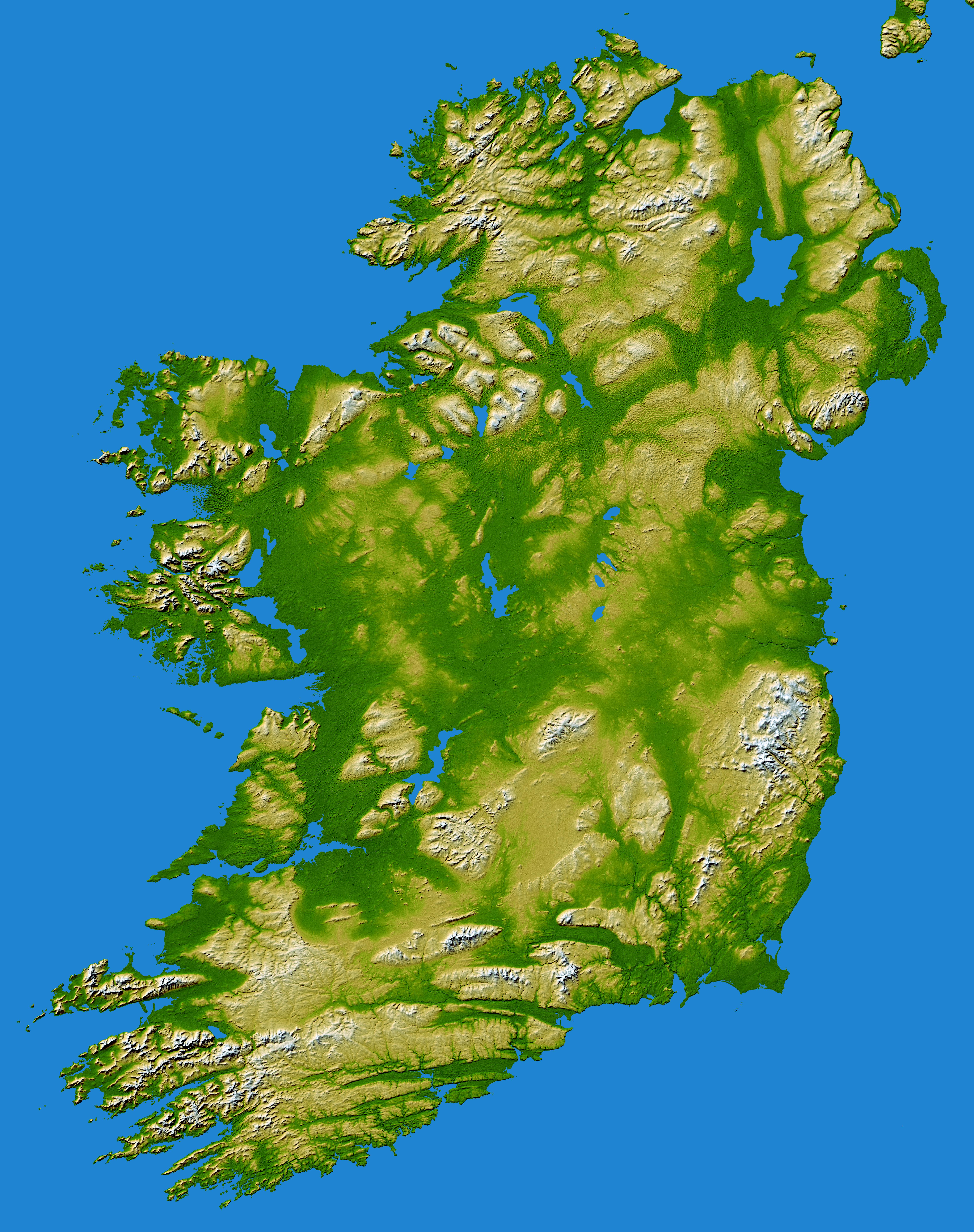
Topografia d'Irlanda

L'illa consta de diverses províncies geològiques. A l'oest, al voltant del comtat de Galway i el comtat de Donegal, hi ha un complex ígni i metamòrfic de grau mitjà a alt d'afinitat de Caledonida, similar a les Terres altes d'Escòcia. Al sud-est de l'Ulster i fins a An Longfort i al sud fins a Navan, hi ha una província de roques ordovíciques i silúriques, amb semblances amb la província d'Escòcia de Southern Uplands. Més al sud, al llarg de la costa del comtat de Wexford, hi ha una zona d’intrusions de granit en roques més ordovíciques i silúriques, com la que es troba a Gal·les.
Al sud-oest, al voltant de la badia de Bantry i les muntanyes de Macgillicuddy's Reeks, hi ha una zona de roques de l'edat del Devonià lleugerament deformades i lleugerament metamorfosades. Aquest anell parcial de geologia de roca dura està cobert per una manta de pedra calcària carbonífera sobre el centre del país, donant lloc a un paisatge relativament fèrtil i exuberant. El districte de la costa oest del Burren al voltant de Lisdoonvarna té característiques càrstiques ben desenvolupades. Una important mineralització estratiforme de plom i zinc es troba a les calcàries al voltant de Silvermines i Tynagh.
L'exploració d'hidrocarburs està en curs després de la primera troballa important al jaciment de gas de Kinsale Head davant de Cork a mitjans dels anys setanta. L'any 1999, es van fer troballes econòmicament significatives de gas natural al jaciment de gas de Corrib davant de la costa del comtat de Mayo. Això ha augmentat l'activitat davant de la costa oest en paral·lel amb el desenvolupament de West of Shetland de la província d'hidrocarburs del Mar del Nord. L'any 2000 es va descobrir el jaciment de petroli Helvick, que es calculava que contenia més de 4,5 milions de m³ de petroli.

### Clima
La vegetació exuberant de l'illa, producte del seu clima suau i de les precipitacions freqüents, li val el sobrenom d'Illa Maragda. En general, Irlanda té un clima oceànic suau però canviant amb pocs extrems. El clima és típicament insular i temperat, evitant els extrems de temperatura de moltes altres zones del món a latituds similars. Aquest és el resultat dels vents humits que solen prevaler de l'Atlàntic sud-oest.
Les precipitacions cauen durant tot l'any però són lleugeres en general, sobretot a l'est. L'oest acostuma a ser més humit de mitjana i propens a les tempestes atlàntiques, especialment a finals de tardor i els mesos d'hivern. Aquests ocasionalment porten vents destructius i precipitacions totals més elevades a aquestes zones, així com de vegades neu i calamarsa. Les regions del nord del comtat de Galway i l'est del comtat de Mayo tenen els incidents més alts de llamps registrats anualment a l'illa, amb llamps que es produeixen aproximadament de cinc a deu dies a l'any en aquestes zones. Munster, al sud, registra la menys neu mentre que Ulster, al nord, registra la majoria.
Les zones interiors són més càlides a l'estiu i més fredes a l'hivern. En general, al voltant de 40 dies de l'any estan per sota de 0 °C a les estacions meteorològiques interiors, en comparació amb 10 dies a les estacions costaneres. De vegades, Irlanda es veu afectada per onades de calor, les més recents el 1995, 2003, 2006, 2013 i 2018. En comú amb la resta d'Europa, Irlanda va experimentar un clima inusualment fred durant l'hivern de 2010-2011. Les temperatures van baixar fins a -17,2°C al comtat de Mayo el 20 de desembre i fins a un metre de neu va caure a les zones muntanyoses.

## Història

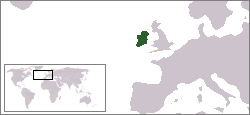
L'illa és situada a l'oest d'Europa i queda al costat de la Gran Bretanya

Irlanda fou poblada ja fa uns 9.000 anys. En la segona meitat del I mil·lenni aC, fou ocupada pels celtes, que deixaren l'idioma (gaèlic irlandès) i la cultura; l'antic nom gaèlic d'Irlanda fou Ierne. Irlanda romangué fora de l'Imperi Romà, els quals l'anomenaren Hibèrnia; però, cristianitzada en el segle v dC, esdevingué ún important centre cultural durant els segles vi i vii. El període florent de la civilització irlandesa entra en decadència, amb les successives invasions de pobles nòrdics (incursions marítimes vikingues en el segle x, invasió dels normands del Regne d'Anglaterra a partir del segle xii). A partir del segle xiii, Irlanda queda sota la influència anglesa, com ho demostra el predomini actual que hi té l'anglès en relació amb el gaèlic irlandès. Amb la independència de la major part de l'illa el 1921 i la seva integració a la Comunitat Econòmica Europea el 1972, Irlanda ha experimentat, especialment en les darreres dècades del segle xx, un creixement econòmic que la fa un dels països amb millors perspectives de l'Europa contemporània.

## Política

Entitats polítiques a l'illa d'Irlanda

L'illa està dividida entre la República d'Irlanda, un estat independent, i Irlanda del Nord, un país constituent del Regne Unit. Comparteixen una frontera oberta i tots dos formen part de l’Àrea Comuna de Viatge i, com a conseqüència, hi ha lliure circulació de persones, béns, serveis i capitals a través de la frontera.
La República d'Irlanda és un estat membre de la Unió Europea mentre que el Regne Unit és un antic estat membre, ambdós van accedir a la seva entitat precursora, la Comunitat Econòmica Europea (CEE), el 1973, però el Regne Unit va abandonar la Unió Europea el 2020 després del Referèndum sobre la permanència del Regne Unit dins la Unió Europea de 2016 que va resultar en que el 51,9% dels votants del Regne Unit van optar per abandonar el bloc.

### República d'Irlanda

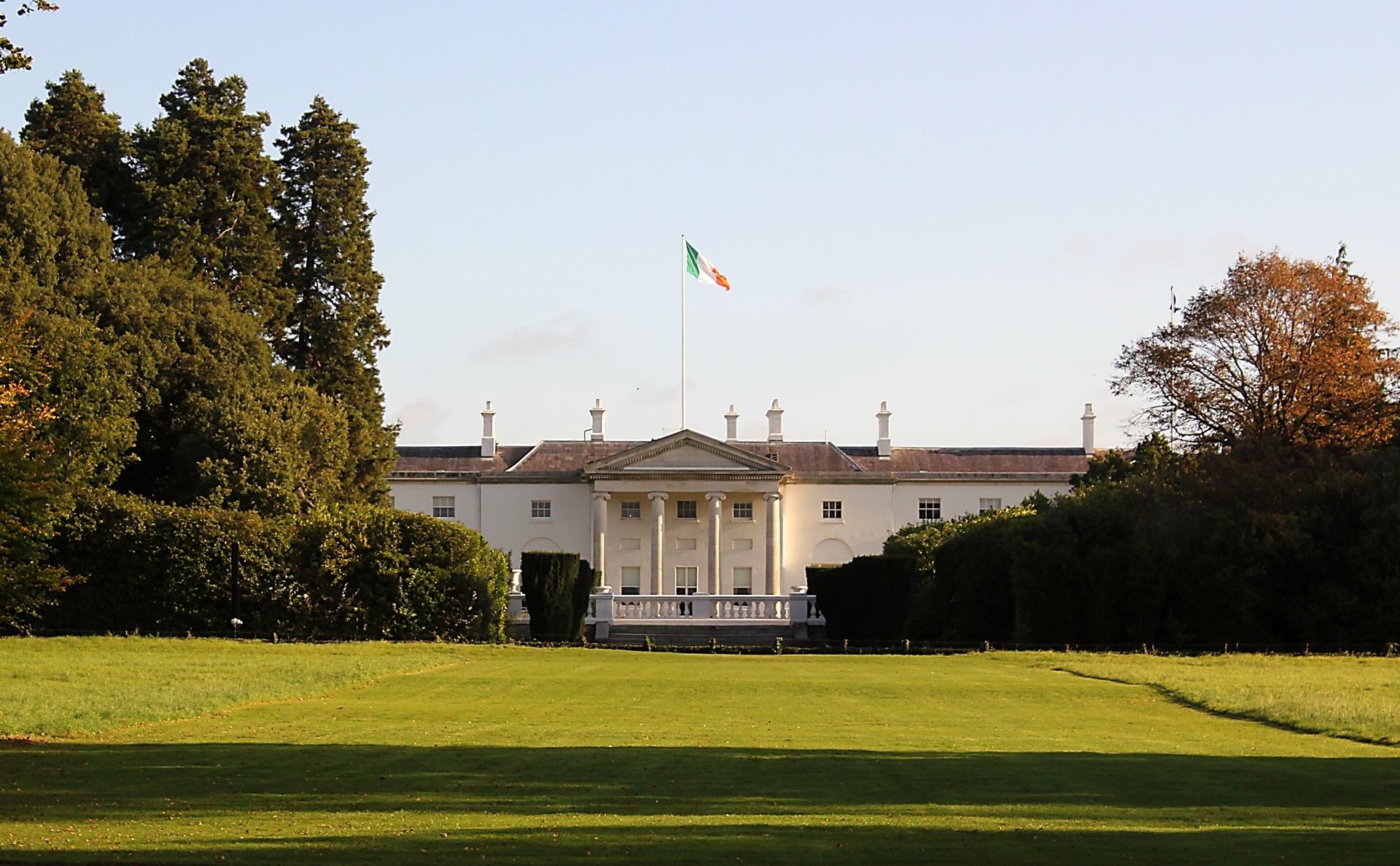
Áras an Uachtaráin, la residència oficial del president d'Irlanda

La República d'Irlanda és una democràcia parlamentària basada en el sistema de Westminster, amb una constitució escrita i un president elegit popularment el paper del qual és majoritàriament cerimonial. L'Oireachtas és un parlament bicameral, format per Dáil Éireann (el Dáil), una cambra de representants, i Seanad Éireann (el Seanad), una cambra alta. El govern està encapçalat per un primer ministre, el Taoiseach, que és nomenat pel president a proposta del Dáil. La seva capital és Dublín.
La República d'Irlanda es troba avui entre els països més rics del món en termes de PIB per càpita i l'any 2015 es va classificar com la sisena nació més desenvolupada del món segons l'índex de desenvolupament humà de les Nacions Unides. Un període de ràpida expansió econòmica a partir de 1995 es va conèixer com el període del Tigre Celta, va acabar el 2008 amb una crisi financera sense precedents i una depressió econòmica el 2009.

### Irlanda del Nord

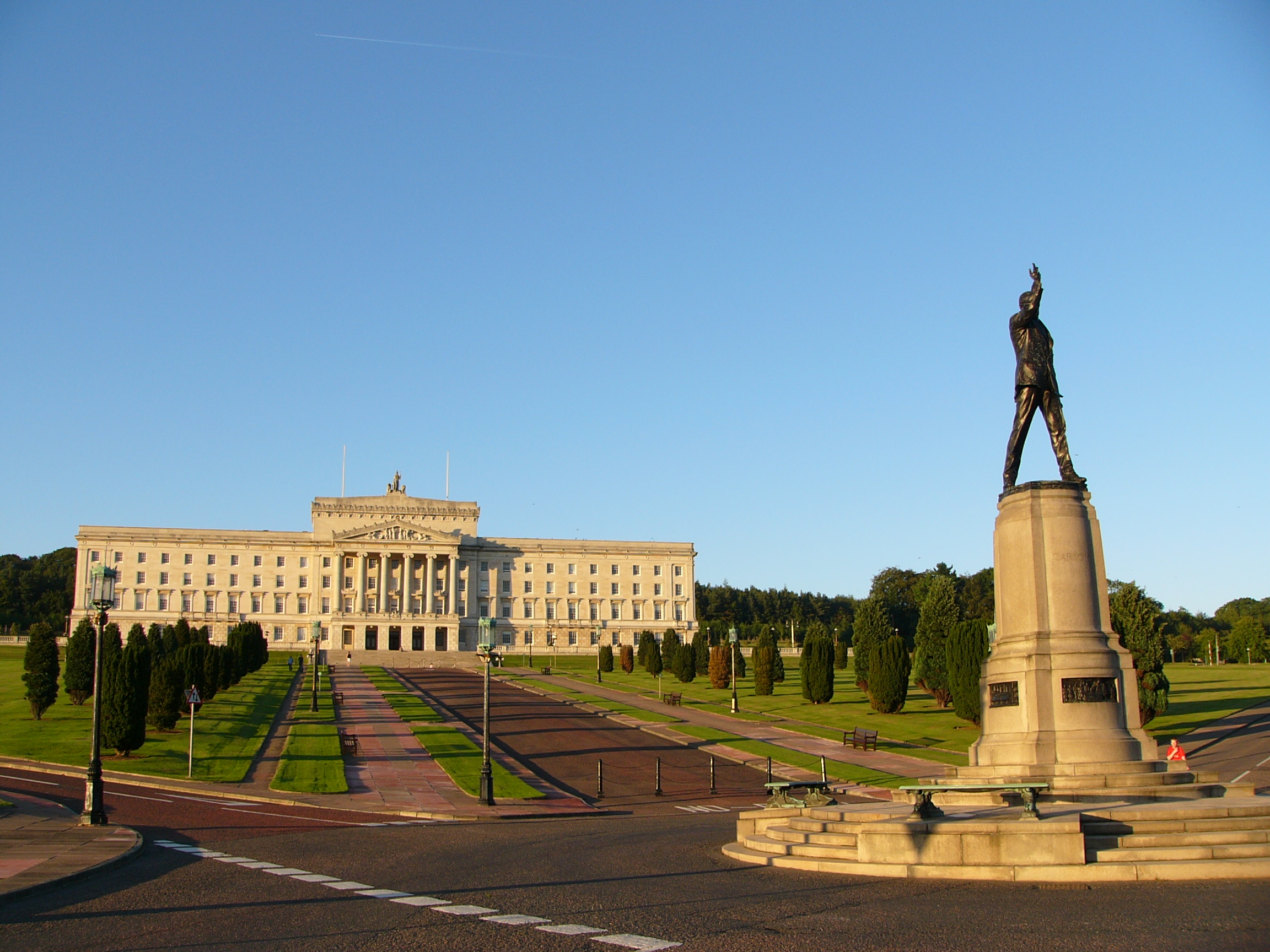
Edificis del Parlament, a Stormont Estate, seu de l'Assemblea d'Irlanda del Nord

Irlanda del Nord és una part del Regne Unit amb un executiu i una assemblea locals que exerceixen poders transferits. L'executiu està encapçalat conjuntament pel primer ministre i el viceprimer ministre, i els ministeris s'assignen en proporció a la representació de cada partit a l'assemblea. La seva capital és Belfast.En última instància, el poder polític està en mans del govern del Regne Unit, del qual Irlanda del Nord ha passat per períodes intermitents de govern directe durant els quals s'han suspès els poders transferits. Irlanda del Nord elegeix 18 dels 650 diputats de la Cambra dels Comuns del Regne Unit. El secretari d'Irlanda del Nord és un càrrec a nivell de gabinet del govern britànic.
Juntament amb Anglaterra i Gal·les i amb Escòcia, Irlanda del Nord forma una de les tres jurisdiccions legals separades del Regne Unit, totes les quals comparteixen el Tribunal Suprem del Regne Unit com a tribunal d'apel·lació final.

### Institucions de tota l'illa
Com a part de l'Acord del Divendres Sant, els governs britànic i irlandès van acordar la creació d'institucions i àrees de cooperació per a totes les illes. El Consell Ministerial Nord/Sud és una institució mitjançant la qual els ministres del Govern d'Irlanda i l'Executiu d'Irlanda del Nord acorden polítiques de totes les illes. Almenys sis d'aquestes àrees polítiques han de tenir un organisme d'aplicació associat a totes les illes i almenys sis altres s'han d'implementar per separat a cada jurisdicció. Els òrgans d'execució són: Waterways Ireland, el Food Safety Promotion Board, InterTradeIreland, el Special European Union Programs Body, el North/South Language Body i la Foyle, Carlingford and Irish Lights Commission.
La Conferència Intergovernamental britànica-irlandesa preveu la cooperació entre el govern d'Irlanda i el govern del Regne Unit en totes les qüestions d'interès mutu, especialment a Irlanda del Nord. A la vista de l'interès particular de la República en la governança d'Irlanda del Nord, reunions periòdiques i freqüents copresidides pel ministre d'Afers Exteriors irlandès i el secretari d'Estat britànic per a Irlanda del Nord, que tracten qüestions no transferides relacionades amb el Nord. El tractat constitutiu exigeix que les qüestions d'Irlanda i de tota Irlanda no transgressades tinguin lloc.
L’Associació Interparlamentària Nord/Sud és un fòrum parlamentari conjunt de l'illa d'Irlanda. No té competències formals, però funciona com un fòrum per discutir qüestions d'interès comú entre les respectives legislatures.